# Mélodie Michel
Mélodie Michel (* 2003 oder 2004) ist eine französisch-amerikanische Organistin.

## Ausbildung
Mélodie Michel begann ihre Ausbildung am Conservatoire à Rayonnement Régional in Versailles bei Jean-Baptiste Robin. Zusätzlich nahm sie dort Unterricht in den Fächern Klavier, Violine und Viola. 2020 begann sie ihr Studium am Conservatoire national supérieur de musique et de danse de Paris bei Olivier Latry und Michel Bouvard. Sie nahm an Meisterkursen bei Vincent Warnier, Vincent Dubois, Baptiste-Florian Marle-Ouvrard und Kimberly Marshall teil.

## Konzerttätigkeit
Sie konzertierte an zahlreichen kirchenmusikalisch bedeutenden Kirchen, darunter Kathedrale Notre-Dame de Paris, Saint-Eustache, St-Sulpice (Paris) und Saint-Séverin in Paris, Jesuitenkirche in Mannheim, Stadtkirche in Bayreuth, Stiftskirche (Stuttgart), Bonner Münster, Saint-Louis de Versailles, Sainte-Radegonde de Poitiers, Saint-Paul de Strasbourg, Notre-Dame-de-Lourdes in Sankt Petersburg, und Seoul Anglican Cathedral in Südkorea. Des Weiteren nahm sie am Orgelmarathon zur Einweihung der Orgel im Moskauer Konzertsaal Sarjadje teil. 2023 war sie zusammen mit dem Rainbow Symphony Orchestra Solistin bei der Aufführung des Orgelkonzerts von Francis Poulenc, in der Kirche St-Étienne-du-Mont in Paris.

## Preise und Wettbewerbe
- 2024: Prix du Développement artistique au Concours International d'Orgue du Canada.
- 2021: Premier Prix du Concours André Marchal „L’Orgue des Jeunes “.
- 2021: 3. Preis beim 24. Albert Schweitzer Organ Festival Hartford High School Division in den USA[10]

## Videografie (Auswahl)
- 2017: Marcel Dupré: Prélude en si majeur Opus 7 Nr. 1 (ohne Fuge) Konzertmitschnitt in Saint-Louis de Versailles.
- 2019: Johann Sebastian Bach: Präludium und Fuge in G-Dur BWV 541.
- 2020: Maurice Duruflé: Prélude et Fugue sur le nom d’Alain.
- 2020: Louis Vierne: Toccata. Mitschnitt der Orgelweihe der Orgel im Moskauer Konzertsaal Sarjadje.
- 2023: Francis Poulenc: Concerto pour orgue, cordes et timbales. Saint-Etienne-du-Mont.